# FC 호베를라 우지호로드
푸드볼 클루프 호베를라 우지호로드(우크라이나어: Футбольний Клуб «Говерла» Ужгород)는 우지호로드를 연고로 하는 우크라이나의 프로 축구 클럽이었다. 마지막 시즌에 우크라이나 프리미어리그에 소속되어 있었다.

## 성적
- 우크라이나 1부 리그
  - 우승 3회 (2003–04, 2008–09, 2011–12)
  - 준우승 2회 (2001–02, 2006–07)

- 우크라이나 2부 리그-그룹 A
  - 우승 1회 (1998–99)